# 飯沼勘平
飯沼 勘平（いいぬま かんぺい）は、日本の戦国武将。岐阜城主・織田秀信（三法師）の家来で「岐阜四天王」の一人。 妻は梶田繁政の娘。子は繁政の次男の梶田繁成の養子になった梶田広成がいる。